# CENPM
CENPM (англ. Centromere protein M) – білок, який кодується однойменним геном, розташованим у людей на короткому плечі 22-ї хромосоми. Довжина поліпептидного ланцюга білка становить 180 амінокислот, а молекулярна маса — 19 737.
| 10         |  | 20         |  | 30         |  | 40         |  | 50         |
| ---------- |  | ---------- |  | ---------- |  | ---------- |  | ---------- |
| MSVLRPLDKL |  | PGLNTATILL |  | VGTEDALLQQ |  | LADSMLKEDC |  | ASELKVHLAK |
| SLPLPSSVNR |  | PRIDLIVFVV |  | NLHSKYSLQN |  | TEESLRHVDA |  | SFFLGKVCFL |
| ATGAGRESHC |  | SIHRHTVVKL |  | AHTYQSPLLY |  | CDLEVEGFRA |  | TMAQRLVRVL |
| QICAGHVPGV |  | SALNLLSLLR |  | SSEGPSLEDL |  |            |  |            |

A: Аланін

C: Цистеїн

D: Аспарагінова кислота

E: Глутамінова кислота

F: Фенілаланін

G: Гліцин

H: Гістидин

I: Ізолейцин

K: Лізин

L: Лейцин

M: Метіонін

N: Аспарагін

P: Пролін

Q: Глутамін

R: Аргінін

S: Серин

T: Треонін

V: Валін

Задіяний у такому біологічному процесі, як альтернативний сплайсинг. 
Локалізований у цитоплазмі, ядрі, хромосомах, центромерах, кінетохорі.